# Aframomum
Aframomum là một chi thực vật có hoa trong họ Zingiberaceae. Nó phổ biến rộng và là bản địa vùng nhiệt đới châu Phi cũng như Madagascar. Một vài loài du nhập vào Seychelles, Mauritius, Guiana, Guyana thuộc Pháp, Trinidad và Tobago, quần đảo Windward. Các loài trong chi này là cây lâu năm, có hoa sặc sỡ.
Aframomum melegueta (tiêu Melegueta) là loài cây trồng quan trọng về mặt kinh tế tại Tây Phi, với hạt dùng làm gia vị tương tự như hồ tiêu hay đậu khấu.

## Các loài
Tại thời điểm năm 2020 người ta công nhận 63 loài:
- Aframomum albiflorum Lock, 1984
- Aframomum alboviolaceum (Ridl.) K.Schum., 1904
- Aframomum alpinum (Gagnep.) K.Schum., 1904
- Aframomum angustifolium (Sonn.) K.Schum., 1904
- Aframomum arundinaceum (Oliv. & D.Hanb.) K.Schum., 1904
- Aframomum atewae Lock & J.B.Hall, 1974
- Aframomum aulacocarpos Pellegr. ex Koechlin, 1938
- Aframomum cereum (Hook.f.) K.Schum., 1904
- Aframomum chrysanthum Lock, 1978
- Aframomum citratum (C.Pereira) K.Schum., 1904
- Aframomum colosseum K.Schum., 1904
- Aframomum cordifolium Lock & J.B.Hall, 1974
- Aframomum corrorima (A.Braun) P.C.M.Jansen, 1981 ‑ korima
- Aframomum daniellii (Hook.f.) K.Schum., 1904
- Aframomum dhetchuvii D.J.Harris & Wortley, 2018
- Aframomum elegans Lock, 1980
- Aframomum elliottii (Baker) K.Schum., 1904
- Aframomum exscapum (Sims) Hepper, 1967
- Aframomum fragrans D.J.Harris & Wortley, 2018
- Aframomum giganteum (Oliv. & D.Hanb.) K.Schum., 1904
- Aframomum glaucophyllum (K.Schum.) K.Schum., 1904
- Aframomum hirsutum D.J.Harris & Wortley, 2018
- Aframomum kamerunicum D.J.Harris & Wortley, 2018
- Aframomum kayserianum (K.Schum.) K.Schum., 1904
- Aframomum kodmin D.J.Harris & Wortley, 2018
- Aframomum laxiflorum Loes. ex Lock, 1976
- Aframomum leptolepis (K.Schum.) K.Schum., 1904
- Aframomum letestuanum Gagnep., 1908
- Aframomum limbatum (Oliv. & D.Hanb.) K.Schum., 1904
- Aframomum longiligulatum Koechlin, 1965
- Aframomum longipetiolatum Koechlin, 1964
- Aframomum longiscapum (Hook.f.) K.Schum., 1904
- Aframomum lutarium D.J.Harris & Wortley, 2018
- Aframomum luteoalbum (K.Schum.) K.Schum., 1904
- Aframomum makandensis Dhetchuvi, 1995
- Aframomum mala (K.Schum. ex Engl.) K.Schum., 1904
- Aframomum mannii (Oliv. & D.Hanb.) K.Schum., 1904
- Aframomum melegueta K.Schum, 1904 ‑ đậu khấu châu Phi, tiêu thiên đường, tiêu Guinea, tiêu Melegueta.
- Aframomum mildbraedii Loes., 1910
- Aframomum ngamikkense Eb.Fisch., Kirunda, Ewango, M.E.Leal & Plumptre, 2017
- Aframomum orientale Lock, 1984
- Aframomum parvulum D.J.Harris & Wortley, 2018
- Aframomum pilosum (Oliv. & D.Hanb.) K.Schum., 1904
- Aframomum plicatum D.J.Harris & Wortley, 2018
- Aframomum polyanthum (K.Schum.) K.Schum., 1904
- Aframomum pseudostipulare Loes. & Mildbr. ex Koechlin, 1964
- Aframomum rostratum K.Schum., 1904
- Aframomum rotundum D.J.Harris & Wortley, 2018
- Aframomum scalare D.J.Harris & Wortley, 2018
- Aframomum sericeum Dhetchuvi & D.J.Harris, 2011
- Aframomum singulariflorum Dhetchuvi, 1993
- Aframomum spiroligulatum A.D.Poulsen & Lock, 1997
- Aframomum stanfieldii Hepper, 1968
- Aframomum strobilaceum (Sm.) Hepper, 1967
- Aframomum submontanum D.J.Harris & Wortley, 2018
- Aframomum subsericeum (Oliv. & D.Hanb.) K.Schum., 1904
- Aframomum sulcatum (Oliv. & D.Hanb. ex Baker) K.Schum., 1904
- Aframomum tchoutoui D.J.Harris & Wortley, 2018
- Aframomum thonneri De Wild., 1911
- Aframomum uniflorum A.D.Poulsen & Lock, 1997
- Aframomum verrucosum Lock, 1984
- Aframomum wuerthii Dhetchuvi & Eb.Fisch., 2006
- Aframomum zambesiacum (Baker) K.Schum., 1904 ‑ nangawo